# 飛込競技

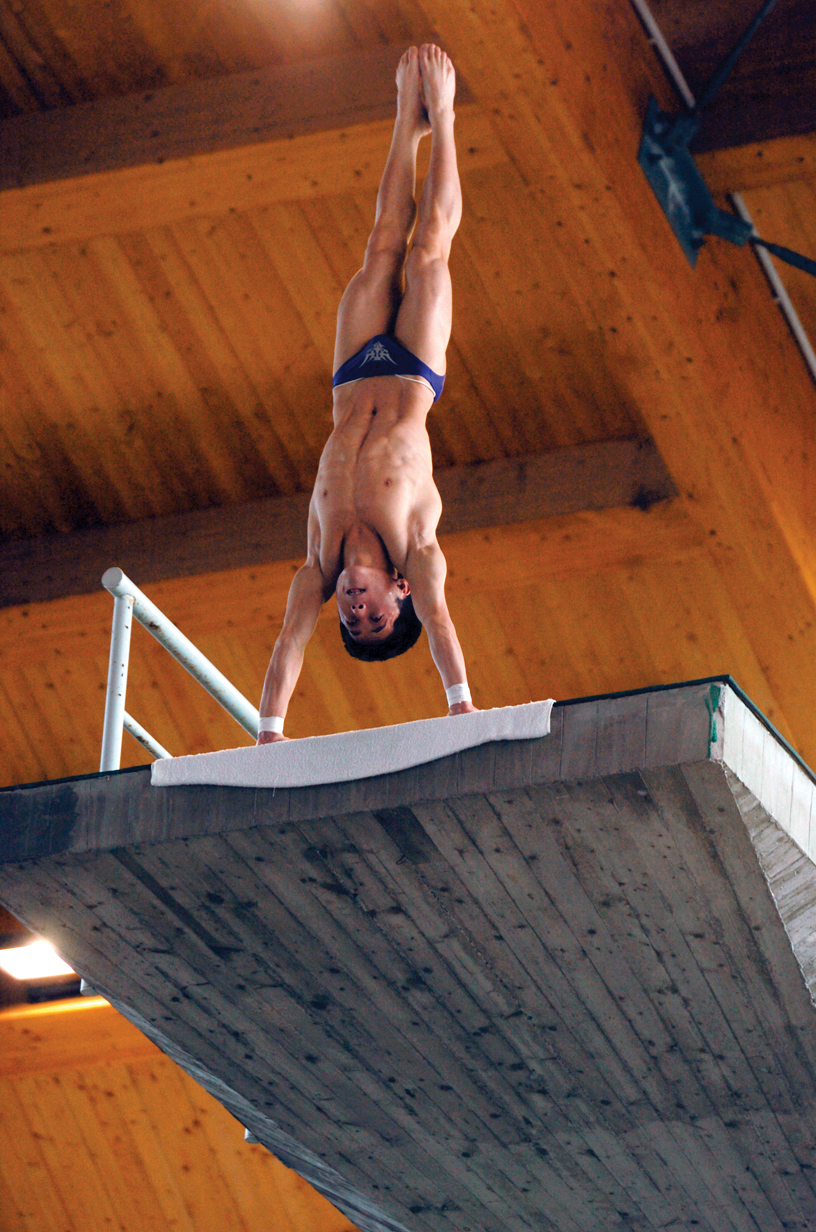
高飛込

飛込競技（とびこみきょうぎ、または単に飛込・ダイビングとも、英: diving）は、水泳競技の一種。一定のルールの下で演技の完成度を競う採点競技である。1m・3mの高さの「飛び板」からその弾力性を利用して跳ね上がって飛び込む飛び板飛込と、5m・7.5m・10mの「飛び込み台」から飛び込む高飛込の2種目がある。それぞれ、個人競技と2人一組で飛び込むシンクロナイズドダイビングがおこなわれる。

## 概要
飛込競技は勝負が決するまでの時間がもっとも短い競技であり、わずか2秒弱の中に高度な技を行なう採点競技である。水しぶきをあげない入水をノースプラッシュと呼び、高い評価点となる。さらに、唇を弾くような音がするだけで全く水飛沫が上がらない入水を「リップ・クリーン・エントリー」といい、これは最高の入水方法である。
近代オリンピックでは1904年のセントルイスオリンピックから行われ、アメリカのグレッグ・ローガニスは、1984年ロサンゼルスオリンピックと1988年ソウルオリンピックの高飛び込みと飛び板飛込みで4つの金メダルを獲得し、飛込み界で伝説の選手になっている。
アメリカが最も多くの金メダルを獲得しているが、近年は国を挙げて育成環境を整えた中国の力が群を抜いており、2008年北京オリンピックでは全8種目中7種目で金メダルを獲得している。

## 高飛込
たかとびこみ（英: platform diving）。弾力のないコンクリート製の飛び込み台から飛び込む競技で、競技者は助走を経て、または飛び板の先端に立つか逆立ち姿勢から空中で体勢を整えた後に水面に入る。空中で回転したり、ひねりを加えたり、体を丸めたりといった様々な演技を行い、そのできばえで得点を得る。10mからの自然落下でも入水時に時速50km程度となり、より高くジャンプして飛び込む場合はそれ以上になる。衝撃や恐怖心の克服が必要である。
オリンピックでは10mが行われる。

## 飛び板飛込

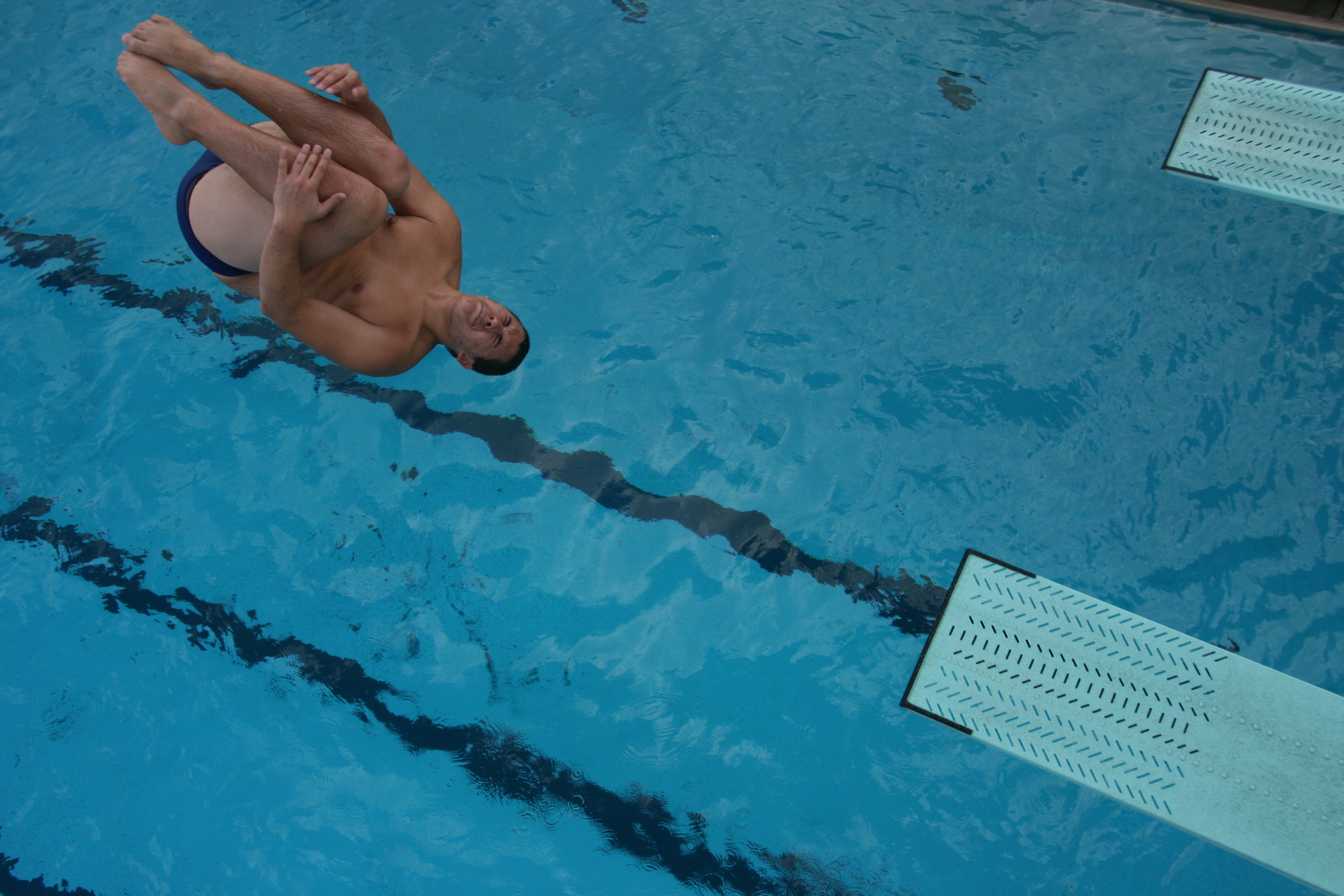
飛び板飛込

とびいたとびこみ（英: springboard diving）。弾力性の高い飛び板を使用し、この上で競技者は助走・ハードルステップを経て、または飛び板の先端に立ってその弾力を十分に利用して跳ね上がり、空中で体勢を整えた後に水に入る。空中で回転したり、ひねりを加えたり、体を丸めたりといった様々な演技を行い、得点を得る。高飛び込みに比べて飛び板の弾力を利用するため、技術力が必要であり、ベテランになると高飛び込みから飛び板飛び込みへ移行する選手が多い。
オリンピックでは3m、世界選手権では1mと3mが行われる。
飛び板はDURAFLEX社が世界水泳連盟の公式サプライヤーを務めており、同社のマキシフレックス モデルBが国際競技で使用されることから事実上の世界標準である。

## シンクロナイズドダイビング

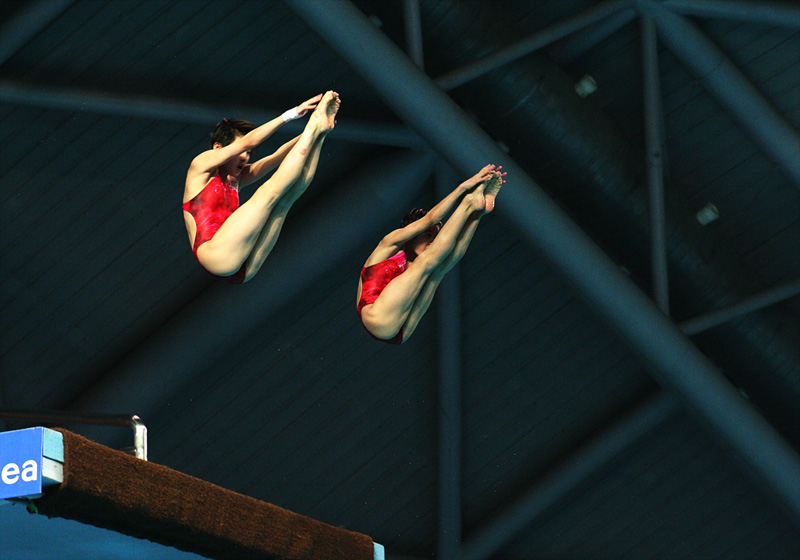
シンクロナイズドダイビング

男女とも、3m飛板飛込と10m高飛込の2つの種目がある。2名の選手は型を含めて同じ演技を行う。1998年にオーストラリアのパースで開催された世界選手権で初めて行われ、2000年のシドニーオリンピックからオリンピック正式種目となった。2名の選手が同時に演技を行い、その演技の完成度と同調性（シンクロナイズゼーション）により順位を競う。得点の占める割合は演技が40%、同調性が60%で良い演技をしても2名のタイミングが合っていなければ高い得点を得ることができない。身長・体型が異なる2名がいかに演技を合わせるかが見どころである。

## ミックスシンクロナイズドダイビング
男女ペアでおこなうシンクロナイズドダイビング競技である。体格や筋力に大きな差があるので同調性を取るのが非常に難しい。

## ミックスチームイベント
男子1名、女子1名を含む最少2名から最大4名で1チームを組み、次の順で競技を進める。
第１ラウンド：女子３m飛び板飛込
第２ラウンド：男子３m飛び板飛込
第３ラウンド：ミックスシンクロナイズド３m飛び板飛込
第４ラウンド：女子10m高飛込
第５ラウンド：男子10m高飛込
第６ラウンド：ミックスシンクロナイズド10m高飛込

## 競技方法

### 競技内容
競技者は全ての種目で指定の日時（一般的に前日の指定時刻）までに「演技種目申込用紙（ダイブシート）」を提出することで演技種目を申告する。実際の競技会で申告した演技種目と異なった演技をすると大幅な減点となる。
この段階で、すでに演技種目の選択、順序（得意な演技を先にするか後にするか）などの駆け引きが始まっている。飛び板飛込み、高飛込み共に、「自由選択飛び」もしくは「制限選択飛び」にて競技が行なわれる。
- 自由選択飛びは難易率に係らず、演技内容を自由に選択して演技すること。オリンピックや世界選手権は自由選択飛びで行われる。
- 制限選択飛びは演技総数の難易率の合計値（1種目平均1.9）が決められており、その合計値を超えないように演技を選択しなければならない。主に基礎的な演技を行なう為シンプルな演技が多いが、わずかなミスが致命傷となる。

### 競技種目一覧表
|      | 競技種目     | 制限選択飛 | 自由選択飛 | 合計 |
| ---- | ------------ | ---------- | ---------- | ---- |
| 男子 | 1m飛び板飛込 | -          | 6          | 6    |
| 男子 | 3m飛び板飛込 | 5          | 6          | 11   |
| 男子 | 10m高飛込    | 4          | 6          | 10   |
| 男子 | シンクロ飛込 | 2          | 4          | 6    |
| 女子 | 1m飛び板飛込 | -          | 5          | 5    |
| 女子 | 3m飛び板飛込 | 5          | 5          | 10   |
| 女子 | 10m高飛込    | 4          | 5          | 9    |
| 女子 | シンクロ飛込 | 2          | 3          | 5    |

数字は演技の数であり、大会により数が変わることがある。現在のオリンピックや世界選手権の個人種目では自由選択飛びのみで行われている。

### 演技番号
すべての演技種目には演技番号が付けられていて、競技中のアナウンスは演技番号付きで紹介される。演技番号は、3～4桁の数字とアルファベットで表される。それぞれの数字には技の種類、アルファベットには空中姿勢の型が表されており、各数字の内容は以下の通り。
技の種類
| 群    | 演技種目名     | 英語名   | 説明                                               |
| ----- | -------------- | -------- | -------------------------------------------------- |
| 第1群 | 前飛込み       | Forward  | 飛込台から前に向いて踏切り前方に回転する           |
| 第2群 | 後飛込み       | Back     | 飛込台から後ろに向いて踏切り、後方に回転する       |
| 第3群 | 前後飛込み     | Reverse  | 飛込台から前に向いて踏切り、後方に回転する         |
| 第4群 | 後踏切前飛込み | Inward   | 飛込台から後ろに向いて踏切り、前方に回転する       |
| 第5群 | ひねり飛込み   | Twist    | 第1群から第4群までの種目に捻りを加える             |
| 第6群 | 逆立ち飛込み   | Armstand | 飛込台上で逆立ちをしてから演技を行う（高飛込のみ） |

基本姿勢の型
| 記号 | 型名   | 英語名   | 説明                                                           |
| ---- | ------ | -------- | -------------------------------------------------------------- |
| A    | 伸び型 | Straight | 腰および膝を曲げず両足をそろえた型。宙返りにはあまり適さない。 |
| B    | 蝦型   | Pike     | 身体を腰で折り、膝を曲げず両足をそろえた型。柔軟性が必要。     |
| C    | 抱え型 | Tuck     | 身体を小さく丸め、膝を曲げた型。最も宙返りに適する形。         |
| D    | 自由型 | Free     | A・B・Cいずれの型を組み合わせても良い。（ひねり技のみ。）      |

演技内容の数字の見方については、以下の例を参照。
- 数字3桁＋英字1桁の場合（その1）

例）113C
1：演技群（1群～4群）；この場合「前飛込」
1：途中宙返りの有無（0＝無し、1＝有り）
3：宙返り数（0＝無しを基準に、半回転毎に＋1（1回転は「2」）となる）；この場合「1回半」
C：飛込み姿勢（A～D）；この場合「抱え型」
上記の演技内容は「前飛込・途中宙返り・1回転半・抱え形」＝「前途中宙返り1回半・抱え型」となる。
- 数字3桁＋英字1桁の場合（その2：6群の高飛込みの逆立ち飛込みのみの表示の仕方。尚、6群には途中宙返りは無い。）

例）622B
6：6群
2：1群～3群
2：宙返り数（0＝無しを基準に、半回転毎に＋1）
B：飛込み姿勢（A～D）
上記の演技内容は、「逆立ち飛込み・後飛込・宙返り1回転・えび型」＝「逆立ち後宙返り・えび型」となる。
- 数字4桁＋英字1桁

例）5132D
5：5群～6群
1：1群～4群
3：宙返り数（0＝無しを基準に、半回転毎に＋1）
2：捻り数（0＝無しを基準に、半回転毎に＋1「1回半捻りは「3」）となる）
D：飛込み姿勢
上記の演技内容は、「捻り飛込み・前飛込み・宙返り1回転半・捻り1回転・自由型」＝「前宙返り1回半1回捻り・自由型」となる。（尚、「宙返り1回転半・捻り1回転」は、"宙返りを1回転半している最中"に"捻りを1回転半行う"演技のことであり、"宙返りを1回転半"した「後」に"1回転半の捻り"の演技を行うことではない。）

## 採点
競技者は全ての種目で競技開始の24時間前までに「演技種目申込用紙」を大会記録本部に提出しなければならず、提出後の変更はできない。予選と決勝の変更は可能である。開始の姿勢・アプローチ・踏切・空中演技・入水などの要素を評価し採点する。

### 難易率
全ての演技には、難度に応じて「難易率」が決められており、難しい演技ほど難易率が高い。男子は3.4、女子は3.0以上が高難度の目安となる。難易率は高さによっても違う。
- (例) 107B（前宙返り3回半えび型）の難易率は1mが3.3、3mが3.1、10mが3.0である。

### 採点方法
- 個人種目では、審判長1名が演技の審判を、5名または7名の審判員が演技の採点を行う。審判長は採点しない。
- 個人種目で審判員が7名の場合は、最高点から上位2つと最低点から下位2つを除く残りの3個の採点を合計し、難易率を掛けた値が得点となる。各審判員は、10点を最高得点に0.5点単位で採点する。
- シンクロ種目は、審判長1名と、演技（エクスキューション execution）を採点する審判員4名または6名、同調性（シンクロナイゼーション synchronicity）を採点する審判員5名で行われる。審判員が11名の場合は、エクスキューションは向かって左側の選手を採点するE1～E3と右側の選手を採点するE4～E6に内部的に分かれているが、シンクロナイゼーションはS1～S5の全員が両選手の同調性を採点する。そして、E1～E3、E4～E6、S1～S5の最高点と最低点を除く5個の採点の平均点を3倍して難易率を掛けた値が得点となる。
- シンクロ種目の制限選択飛びでは演技の難度に依存せず難易率は2.0固定となるが、自由選択飛びは通常通り演技に設定された難易率を適用し、各審判員は10点を最高得点に0.5点単位で採点する。

採点の評価値
ジャッジは演技全体の印象に基づき、以下の基準で０点から10点までの採点を行う。
|                          | 英語名            | 得点         |
| ------------------------ | ----------------- | ------------ |
| 最高だ!引くところがない  | Excellent         | 10点         |
| 10点ではないが素晴らしい | Very good         | 9.5点～8.5点 |
| よくできている           | Good              | 8.0点～7.0点 |
| まあまあできている       | Satisfactory      | 6.5点～5.0点 |
| 未完成である             | Deficient         | 4.5点～2.5点 |
| ほとんど失敗             | Unsatisfactory    | 2.0点～0.5点 |
| まったく失敗したもの     | Completely failed | 0点          |

（例）難易率2.0の演技の場合
- 個人種目5名審判員の場合 (5.5 ＋ 5 ＋ 6 ＋ 5.5 ＋ 5) × 2.0（難易率）= 32.00（得点）
- 個人種目7名審判員の場合 (5.5 ＋ 5 ＋ 5.5 ＋ 5 + 6 ＋ 5.5 ＋ 5) × 2.0（難易率）= 32.00（得点）
- シンクロ種目11名審判員の場合 ([E1～E3] 8 ＋ 8.5 ＋ 8.5 ＋ [E4～E6] 7 ＋ 6.5 ＋ 6.5 ＋[S1～S5] 8.5 ＋ 8.5 ＋ 8 ＋ 8 ＋ 7.5) ÷ 5 × 3 × 2.0（難易率）= 47.40（得点）

## ハイダイビング
ハイダイビング（英: high diving）。日本ではplatform divingを「高飛込」と訳すことが既に定着しているため、本競技は英語そのままで呼ぶ。
自然環境(断崖絶壁)からの飛び込みを起源として競技化された新競技種目で、世界水泳選手権では2013年から実施されている。競技会は港湾など十分な水深が確保できる場所(屋外)に男子27m、女子20mの飛び込み台を仮設して行われる。
競技方法や採点は前述の飛込競技をベースにしているが細部で微妙に異なり、世界水泳連盟 (WA) によって飛込競技とは別に競技規則が定められている。最も大きな違いは、ハイダイビングでは必ず足から入水することである。国内の競技規則は2024年現在、制定されていない。
安全対策として入水場所には、ダイバーが3名待機している。FINAでは飛込競技とは別に世界選手権・ワールドカップを実施している。

## 日本における飛込競技
明治時代に伝わったといわれる。オリンピックへの出場は1920年アントワープオリンピック男子高飛込に出場した内田正練が最初である。オリンピックにおけるこれまでの成績については、1936年ベルリンオリンピックでの男子飛び板飛込の柴原恒雄と女子高飛込の大沢礼子の4位が長らく最高順位だったが、2024年パリオリンピックの男子高飛込において玉井陸斗が2位となり、日本選手として初のメダルを獲得した。水泳競技の他の競技が一般的な競泳プールで練習可能なのに比べ、飛び込みプールという専用の練習場所が必要なため、選手数・指導者数ともに少なく、普及や選手育成には障害が多い。
新しい競技であるハイダイビングは、2024年現在、国内に練習可能な施設はない。日本水泳連盟による国内競技規則も定められていない。国内で公式競技会が行われたこともなかった。海外の競技会への代表選手の派遣は、2018年11月「FINAハイダイビングワールドカップ・アブダビ大会」に荒田恭兵選手が日本人初・アジア人初のハイダイバーとして出場したのがはじめてである。2023年に福岡市で開催された第20回世界水泳選手権では、ハイダイビング競技も実施され、荒田恭兵選手が出場した。これが、日本国内で最初に実施されたハイダイビングの公式競技会である。

## 飛込競技を題材にした作品
- ラフ - あだち充の漫画
- スプラッシュ!! - コミックバンチに連載されていた漫画作品
- 永遠の1.8秒 - 成海璃子、星井七瀬主演の単発テレビドラマ
- DIVE!! - 森絵都の小説,映画およびアニメ
- ダイブトゥーザフューチャー - 関ジャニ∞の新春ドラマスペシャル